# Pluto fra i pulcini
Pluto fra i pulcini (Mother Pluto) è un film del 1936 diretto da David Hand. È un cortometraggio d'animazione della serie Sinfonie allegre, distribuito negli Stati Uniti dalla United Artists il 14 novembre 1936. È il secondo film della serie ad avere come protagonista Pluto. A partire dagli anni ottanta è stato distribuito coi titoli Mamma Pluto e "Mamma"... Pluto.

## Trama
Nel cortile di una fattoria, una gallina sta covando le sue uova nella cuccia di Pluto, durante l'assenza del cane, ma poi si assenta a sua volta per dare la caccia a una farfalla. Appena Pluto torna alla cuccia, tutte le uova si schiudono e nei pulcini avviene l'imprinting con lui. Pluto inizialmente è infastidito dall'interessamento dei pulcini che lo seguono ovunque vada e così tenta di liberarsene, ma quando uno di loro rimane sconvolto dopo aver ingoiato una cavalletta, Pluto si affeziona a tutti loro. Poco dopo però, la gallina ritorna alla cuccia e si accorge che i suoi pulcini sono nati e se ne sono andati, così va a cercarli e li trova insieme a Pluto. Il cane e la gallina iniziano a litigare. Infuriata, la gallina va a chiedere aiuto al gallo che, furioso, si mette a combattere con Pluto. Il gallo riesce a cacciare via il cane, che torna nella sua cuccia addolorato e disperato per aver perduto i suoi figli. Ma ben presto, Pluto torna a sorridere quando si accorge che i pulcini, durante il combattimento, erano ritornati nella cuccia nascondendosi sotto la paglia.

## Distribuzione

### Edizioni home video

#### VHS
Italia
- Paperino, Pippo, Pluto e... (maggio 1988)[2]

#### DVD
Il cortometraggio fu distribuito in DVD-Video nel primo disco della raccolta Silly Symphonies, facente parte della collana Walt Disney Treasures e uscita in America del Nord il 4 dicembre 2001 e in Italia il 22 aprile 2004.

## Altri media
Il cartone animato fu adattato in due storie a fumetti. La prima, scritta da Merrill De Maris e disegnata da Al Taliaferro, fu pubblicata in 10 tavole domenicali dal 14 agosto al 16 ottobre 1938; la versione italiana fu pubblicata sempre nel 1938 col titolo Pluto chioccia. La seconda, disegnata da Bill Weaver, fu pubblicata il 22 luglio 1952 nel primo numero della testata Silly Symphonies; la versione italiana fu pubblicata nel n. 63 di Topolino col titolo Mamma Pluto.